# Julio Rodas
Julio Alberto Rodas Hurtarte (Tegucigalpa, 9 dicembre 1966) è un ex calciatore guatemalteco, di ruolo attaccante.

## Carriera

### Club
Ad eccezione di una breve parentesi tra il 1995 e il 1996 ha sempre giocato nel campionato di casa.

### Nazionale
Con la Nazionale guatemalteca ha collezionato 51 presenze.